# Tim Myers
Timothy Esmonde Myers (Auckland, 17 de setembro de 1990) é um futebolista profissional neozelandês que atua como defensor, atualmente defende o Waitakere United.

## Carreira
Tim Myers fez parte do elenco da Seleção Neozelandesa de Futebol nas Olimpíadas de 2012.